# Dictionnaire du diable

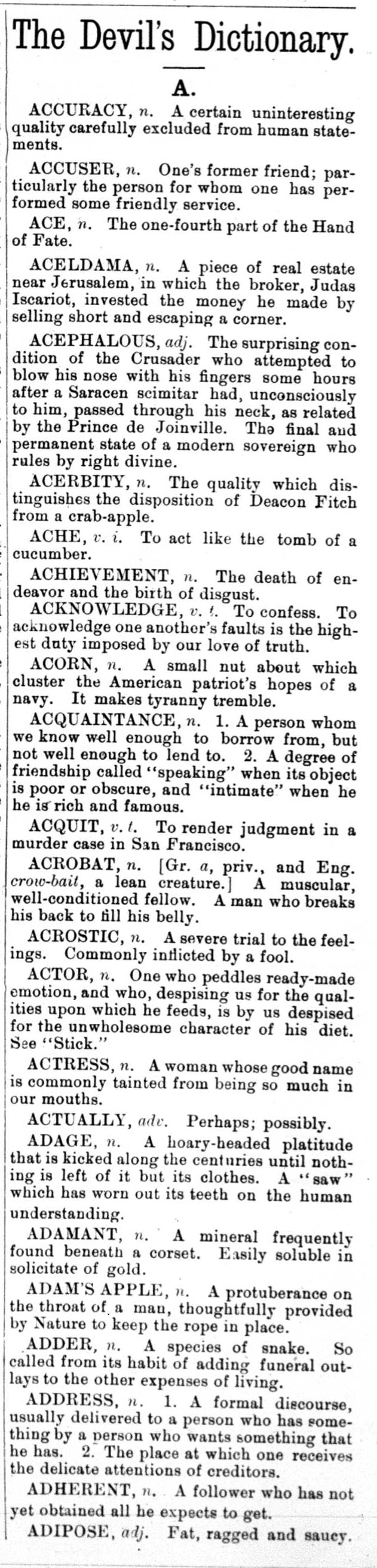
La première chronique de The Devil's Dictionary par Ambrose Bierce, tirée de ' du 5 mars 1881, vol. 6, no 240.

Le Dictionnaire du diable (The Devil's Dictionary) de l’auteur américain Ambrose Bierce est un recueil de 998 définitions formulées de manière fantaisiste et très corrosive (à la manière du Dictionnaire des idées reçues de  Gustave Flaubert), 
Écrit entre 1881 et 1906 et publié par bribes dans les journaux américains pendant plus de vingt ans, sa version définitive sort sous forme de livre en 1911. Recevant un accueil mitigé à sa publication, en pleine période d'optimisme (le « Gilded Age »), le livre eut surtout une reconnaissance posthume.
Sa première traduction française date de 1955. Elle est traduite par Jacques Papy, et comporte une préface de Jean Cocteau. De nos jours, la traduction la plus fidèle reste celle de Bernard Sallé, établie à partir de l'édition définitive de 1911, et datant de 1989. Quelques centaines d'articles inédits en français du Dictionnaire du diable sont publiés par les éditions Voix d’encre en 2008.

## Éditions
- Ambrose Bierce (trad. Alain Blanc), Le Dictionnaire du diable, nouvelles définitions, Voix d'encre, 2011, 120 p. (ISBN 978-2-35128-068-3)
- Ambrose Bierce (trad. Pascale Haas), Le Dictionnaire du diable, Librio, 2006, 95 p. (ISBN 978-2-290-35315-8)
- Ambrose Bierce (trad. Bernard Sallé), Le Dictionnaire du diable, Rivages, 1989 (ISBN 2-86930-294-0)